# Aphanicercella cassida
Aphanicercella cassida är en bäcksländeart som beskrevs av Barnard 1934. Aphanicercella cassida ingår i släktet Aphanicercella och familjen Notonemouridae. Inga underarter finns listade i Catalogue of Life.